# Cuivre Township (comté de Pike, Missouri)
Cuivre Township est un ancien township, situé dans le comté de Pike, dans le Missouri, aux États-Unis,.
Le township est fondé en 1820 et baptisé en référence à la rivière Cuivre.

### Source de la traduction
- (en) Cet article est partiellement ou en totalité issu de l’article de Wikipédia en anglais intitulé « Cuivre Township, Pike County, Missouri » (voir la liste des auteurs).